# منطقة تونغ
تونغ (بالقيرغيزية: Тоң району)‏ هي منطقة في مقاطعة إيسيك كول في شمال شرق قيرغيزستان. في بوكونبايفو. تبلغ مساحتها 7,230 كيلومتر مربع (2,790 ميل2)، وبلغ عدد سكانها المقيمين 53401 نسمة عام 2021. يحد مقاطعة تونغ منطقة إيسيك كول من الشمال الغربي، ومنطقة جيتي أوغوز من الجنوب والجنوب الشرقي، ومنطقة كوتشور من الجنوب الغربي، ومنطقة نارين من الجنوب، ومنطقة كيمين من الشمال الغربي، وإيسيك كول من الشمال.

## جغرافية
تقع المنطقة بين الشاطئ الجنوبي لبحيرة إيسيك كول وسلسلة جبال تيسكي ألا تو وتتميز بوجود ممر طبيعي من المنخفض إلى الغرب عبر مضيق بوم. تتكون سفوح السلسلة من رواسب حقبتيّ الحياة الوسطى والحياة الحديثة، وهي مقسمة بواسطة الأخاديد والوديان ووديان الأنهار. وتمتد منطقة البحيرة بمسطحات على ضفاف البحيرة ومراوح نهرية، وتتخللها أحيانًا سفوح التلال. تمتد "سيرتس" إلى الجنوب من سلسلة جبال "تيسكي ألا تو". ما يقرب من 89٪ من المنطقة تتكون الجبال، و 11٪ من الوديان. يهيمن نهر تونغ ونهر آك ساي ونهر أك تيريك ونهر تورا سو على الظروف الهيدرولوجية.

## المناخ
متوسط درجة الحرارة في يناير هو -4 درجة مئوية في الوديان، و-16 درجة مئوية في الجبال. وفي يوليو يتراوح متوسط درجة الحرارة من +18 درجة مئوية في الوديان إلى +10 درجة مئوية في الجبال. الحد الأدنى لدرجة الحرارة المسجلة المطلقة هو -30 درجة. ويبلغ متوسط درجات الحرارة القصوى +30 درجة مئوية في الوديان، و+15 درجة مئوية في الجبال. ويبلغ متوسط هطول الأمطار السنوي 200-300 ملم في الوديان، و300-400 ملم في الجبال. يصل متوسط الغطاء الثلجي إلى 10 سم. ولم يلاحظ أي غطاء ثلجي تقريباً بالقرب من باليكشي. تصل أقصى سرعة للرياح إلى 45 م/ث مرة واحدة كل 20 عامًا.

## أماكن مأهولة بالسكان
في المجموع، تضم منطقة تونغ 30 قرية تقع في تسع مجتمعات ريفية. حيث يتكون كل مجتمع ريفي من قرية واحدة أو عدة قرى. المجتمعات الريفية والمستوطنات في منطقة تونغ هي:
1. أك تيريك (في: كارا-كو؛ بما في ذلك. ألا باش، بار بولاك، دونغ تالا، كومسومول وكيزيل تو )
2. بولوت مامبيتوف (في: إشبيروف؛ بما في ذلك. آك-ساي، جير-ي، كوك-ساي)
3. كاجي ساي (المقعد: كاجي ساي)
4. كوك موينوك (في: أك-أولون؛ بما في ذلك. كوك موينوك -1 وكوك موينوك -2)
5. كول تور (في: توغوز بولاك؛ بما في ذلك. كول تور وكونكور أولونج)
6. كون تشيجيش (في: بوكونباييف؛ بما في ذلك. أرتشالي)
7. تونغ (في: تونغ؛ بما في ذلك. كاجي ساز وآك ساي)
8. تورت كول (في: تورت كول ، بما في ذلك. تيمير-كانات وتورا-سو)
9. أولاكول (في: أوتوك ؛ بما في ذلك. كارا تالا، كارا شعار، تورا سو ، شور بولاك)

ملاحظة: باليكي هي مدينة ذات أهمية إقليمية في منطقة إيسيك كول، وليست جزءًا من منطقة تونغ.
 